# Eunoe anderssoni
Eunoe anderssoni är en ringmaskart som först beskrevs av Bergström 1916.  Eunoe anderssoni ingår i släktet Eunoe och familjen Polynoidae. Inga underarter finns listade i Catalogue of Life.